# Cyanocorax mystacalis
Cyanocorax mystacalis là một loài chim trong họ Corvidae.